# خرچنگ گل‌آلود سیاه‌پنجه
خرچنگ گل‌آلود سیاه‌پنجه (نام علمی: Panopeus herbstii) نام یک گونه از سرده گل‌آلودها است.